# 五翅莓属
五翅莓属（学名：Pentapterygium）是越桔科下的一个属，为灌木植物，常附生于他植物上。该属共有6种，分布于喜马拉雅和马来半岛。